# Arthur Freed
Arthur Freed, född Arthur Grossman den 9 september 1894 i Charleston, South Carolina, död 12 april 1973 i Los Angeles, Kalifornien, var en amerikansk filmproducent och sångtextförfattare.

## Biografi
Arthur Freed var en demonproducent i ordets verkliga betydelse, och ligger bakom en mängd klassiska filmer, till exempel Trollkarlen från Oz (1939), Vi mötas i St. Louis (1944), En dans med dej (1948), New York dansar (1949), En amerikan i Paris (1951), Singin' in the Rain (1952) och Gigi, ett lättfärdigt stycke (1958). Dessutom har han skrivit texter till en mängd låtar, många gånger tillsammans med Nacio Herb Brown.
Han började sin bana som vaudevilleartist, och framträdde i revyer skrivna av honom själv tillsammans med Louis Silvers. 1929 fick han jobb på MGM och började med att skriva låttexter, bland annat låten Singin' in the Rain. 1939 fick han chansen att vara med och producera Trollkarlen från Oz.
Han hade en god förmåga att samla Hollywoods bästa krafter kring sig. Han arbetade mycket med välkända regissörer som Vincente Minnelli och Stanley Donen och stora stjärnor som Gene Kelly, Fred Astaire och Judy Garland samt många duktiga fotografer och koreografer. Denna informella grupp brukar ibland kallas The Freed unit.
Han blev tilldelad en Oscar för Gigi, ett lättfärdigt stycke och En amerikan i Paris. 1968 blev han även tilldelad en hedersoscar.

## Filmografi (urval)

### Som musikansvarig
- 1929 – Broadways melodi
- 1929 – Hollywood Revyn
- 1933 – Kärlek efter noter
- 1937 – Broadways melodi 1938
- 1937 – Född till gentleman
- 1952 – Singin' in the Rain

### Som producent
- 1939 – Trollkarlen från Oz
- 1939 – Vi charmörer
- 1940 – Vi jazzkungar
- 1941 – Vi på Broadway
- 1942 – Min flicka i vapenrock
- 1942 – Svart extas
- 1943 – Mitt majestät kung Ludde
- 1943 – Vi i vilda västern
- 1944 – Vi mötas i St. Louis
- 1945 – 48 timmar
- 1946 – Ziegfeld Follies
- 1945 – Turister i paradiset
- 1946 – Harvey Girls
- 1946 – Efter regn kommer solsken
- 1947 – Leve kärleken
- 1948 – Ljuva ungdomstid
- 1948 – Piraten
- 1948 – En dans med dej
- 1948 – I mitt hjärta det sjunger
- 1949 – 9 man och en flicka
- 1949 – Vi dansar igen!
- 1949 – Sista given
- 1949 – New York dansar
- 1950 – Annie Get Your Gun
- 1950 – Operation X
- 1951 – Kungligt bröllop
- 1951 – Teaterbåten
- 1951 – En amerikan i Paris
- 1952 – Skål för bruden!
- 1952 – Singin' in the Rain
- 1953 – Den stora premiären
- 1954 – Brigadoon
- 1955 – Alltid vackert väder
- 1955 – Under Bagdads måne
- 1956 – Drömmarnas dans
- 1957 – Silkesstrumpan
- 1958 – Gigi, ett lättfärdigt stycke
- 1960 – Det ringer, det ringer
- 1960 – De underjordiska
- 1962 – Ung kärlek i Florens